# علال شيلح
علال شيلح هو فنان مغني ومناضل من الريف شمال المغرب. علامة بارزة في مسيرة الفن الأمازيغي المعاصر في منطقة الريف، فقد عاش الأمازيغيون مع صوته وكلماته المباشرة، وحمل صوته الكثير من طيوف الأمل والتحدي. فهو، حسب المهتمين بالفن الأمازيغي، عملاق وثائر الأغنية الأمازيغية الملتزمة والهادفة، وأحد أهم رموز الفن الأمازيغي الغنائي بالريف وتامزغا، حيث برز على الساحة الفنية والإبداعية خلال فترة السبعينيات، ويعتبر من الفنانين الذين أسسوا لمنهج الفن الحديث ذي الأبعاد الفكرية والتاريخية في المشهد الفني الأمازيغي، والذي أعطى الفن الحديث منحى جديدا، وفتح أمامه آفاقا جديدة.
اشتهر علال شيلح بتناوله ودفاعه على القضية الأمازيغية عن طريق قيثارته وكلماته الوازنة الهادفة والمباشرة، والتي تحمل في طياتها تاريخ إيمازيغن، مستخرجا بذلك الحقيقة من قلب التاريخ. فالفنان علال شيلح يكاد يكون لسان حال إيمازيغن وصوتهم الحاضر والشجاع والجريء، ومن هنا يأتي ثقل المسؤولية الملقاة على عاتقه.
عرفه ج-مهوره الأمازيغي، من خلال ألبوميه الغنائيين الذين صدرا في فترات زمنية متباينة، الأول سنة 1987، والثاني سنة 1998، بكلماتهما ولحنهما وصوتهما وموسيقاهما، سوف تكتشف بأن علال شيلح يعبر فنيا عن غاية الإنسان الحر الباحث عن مبرر وجوده، وبالتالي فهو تعبير ضمني عن سؤال الوجود (الهوية، التاريخ، اللغة، الأرض...)، مفندا من خلال كلماته كل الطرحات التي تحاول إرجاع أصل إيمازيغن إلى منطقة جغرافية غير ثامزغا وقيم أخرى غير قيم ثيموزغا، وفي قالب فني غاية في الإبداع، تجعل حتى ذلك الإنسان الذي لا يفهم اللغة الأمازيغية في تعطش دائم من أجل فهم فحواها، لأن الفن، خاصة الموسيقى، هو تعبير عن الحقيقة عن طريق ما هو جميل، وترجمة حية للواقع الذي يعيشه الإنسان بتفاصيله المختلفة.
يركز علال شيلح دائما في حديثه عن الفن الأمازيغي على مسألتين ضروريتين من أجل تطوير الأغنية الأمازيغية والدفع بها قدما نحو غد أفضل، ألا وهما الاهتمام بتدوين التراث الغنائي القديم من طرف المختصين، واعتبار هذا الموروث كمرجع أساسي، ثم إدخال آليات وتعابير موسيقية جديدة وعصرية، دون إغفال وتهميش العنصر الأول، الذي يعتبر ركنا ومرجعا أساسيا لتطوير وتجديد الأغنية الأمازيغية. ولا يخفي علال شيلح أن شباب اليوم لديهم عقدة مع الموروث الغنائي القديم وينظرون إليه بنظرة سلبية.
البداية الحقيقية لعلال شيلح في عالم الفن كانت في أواسط السبعينيات، خصوصا في إطار جمعية الانطلاقة الثقافية بالناضور، حيث كان عنصرا فعالا ونشيطا داخل هذا الإطار فنيا ونضاليا. فقد كانت لعلال شيلح تجربة غنائية أولية مع مجموعة من الأطفال الصغار، وبعد ذلك بصم نهجه الفني بإصداره سنة 1987 شريطه الغنائي الأول تحت عنوان "numidya " وواصل مسيرته الفنية بسجل حافل بالعطاء، حيث حطم رقما قياسيا (بهذا المفهوم) في عدد جولاته الفنية في كل أنحاء ومداشر منطقة الريف التي جابها منطقة منطقة لدرجة أنه يعرف خريطة جغرافية الريف بتفاصيلها الصغيرة. هذا في استجابة منه لدعوات الجمعيات الأمازيغية والحركة الأمازيغية بالجامعة، ولمبادئه وقناعته بأن جذور القضية الأمازيغية في حاجة إلى غيث وأمطار الحرية والحق في الوجود، مدشنا بذلك نهجا فنيا ونضاليا أصبح عادة وا عرفا لدى كل فناني الريف. كما أن علال شيلح كان له الدور الكبير في تأسيس مجموعة من الإطارات الجمعوية الأمازيغية بالريف. فقد ساهم بشكل فعال في تأسيس لجنة «قاضي قدور» حيث كان مكلفا بالشؤون الفنية داخل هذه اللجنة، لم لا وعلال شيلح كان صديقا حميما لقاضي قدور حيث ما زال يحتفظ بقثارة الراحل في منزله كعربون صداقة استمرت لوقت طويل.
كما أن علال شيلح كان دائم الحضور في المحطات والمناسبات النضالية الكبرى كفاتح ماي، وحضور أشغال الكونكريس العالمي الأمازيغي سنة 1997 بكناريا...
علال شيلح تجده أينما وجدت الأمازيغية لدرجة أنه لم يعرف عنه أن رفض طلب إحدى الجمعيات الأمازيغية، سواء بالريف أو بالمغرب أو بالخارج. فالأمازيغية عنده هي قضية فوق كل اعتبار، يضحي بأسرته وماله وعمله من أجل إيصال صوت إيمازيغن إلى كل بقعة تسري في شرايينها دماء أمازيغية.
وبمناسبة تكريمه من طرف جمعية ثانوكرا بالناظور سنة 2004، والتي يحظى فيها بالعضوية الشرفية، أكد علال شيلح بأن مسيرته الفنية تأثرت بشكل كبير بتجربة الفنانين محمد الطوفالي الريفي، وإدير القبائلي الذين بصما مشواره الفني وشكلوا لديه حافزا أساسيا في مسيرته الفنية. ولا يخفي أيضا المتتبعون للشأن الفني بالريف وجود تشابه وتجانس في العقلية والخط النضالي بين علال وفنان قبائلي آخر هو فرحات مهني، حيث نفس الحدة المباشرة في النضال حول الحقوق الأمازيغية.
علال شيلح عاشق البحر. وقصته طويلة مع هذا المكون الطبيعي لجغرافية إيمازيغن، ففي سنة 1985 عانى علال الأمرين وهو بصدد تسجيل أغنيته "rebhar"، فتلك الأمواج التي تتقدم أغنيته السالفة الذكر هي أمواج طبيعية، سهر علال ليالي بكاملها من أجل تسجيلها حيث كان كل مرة ينزل فيها إلى البحر يجده هادئا، مما صعّب عليه مأمورية تسجيل صوت الأمواج التي كان يريدها هائجة هيجان كلمات أغانيه، وهذا ما ألزمه ربما بتلحين وغناء هذه المقطوعة قبالة البحر حيث قضى ليالي طويلة إلى جانب الأمواج من أجل التقاط ألحانها وروح كلماتها التي تفيض بمرارة الواقع الذي تعيشه الثقافة الأمازيغية، وهذا أيضا ما جعل علال شيلح يقدس البحر كما تقدس جماهيره أغنيته "arebhar"، هذه الأغنية التي غزت قلوب إيمازيغن كما تغزو الأمواج ضفاف الشاطئ. ولست أدري ما إذا كان علال شيلح يقصد بالبحر ذلك المكون الطبيعي أم أن الأمر يتعلق بلغز لا يعرف كنهه إلا صاحبه؟
وبما أن علال شيلح أستاذ لمادة التاريخ فإنه وعى مبكرا جسامة هذه المهمة الملقاة على عاتقه، خصوصا وأنه بصدد تكوين أجيال المستقبل. ونظرا لصعوبة الخروج عما يدرس في المقررات المدرسية الرسمية الممنوحة، فإنه لم يقف مكتوف الأيدي، بل اختار وسيلة أخرى أكثر نجاعة في التأثير على عقول إيمازيغن، ألا وهي الأغنية الأمازيغية الملتزمة ذات الحمولة والخطاب التاريخي والهوياتي، وبالتالي فهو يرد بشكل غير مباشر عن الأساطير التاريخية التي تدرس لأبنائنا في المدارس المغربية، والتي تتحدث عن كون الأمازيغ عربا قدامى أتوا من اليمن. فهنا نجد علال شيلح بالمرصاد من أجل تصحيح التاريخ وإعطاء درس للمسؤولين عن الشأن التربوي ببلادنا، ويرد على الأكاذيب التي تدرس لنا. ونجده يقول في إحدى أغانيه الشهيرة، والتي تستحق أن أستحضرها كاملة لكن هذه المرة بدون لحن، ولا موسيقى، وبدون صوت، فقط الكلمات. أو بالأحرى درس في تاريخ شمال إفريقيا، لأن أغاني علال عبارة عن نصوص تاريخية، وربما هذا ما جعله كلما أطل علينا من فوق الخشبة يوجه كلمة إلى الجمهور لا تقل من حيث المعنى عن ثقل أغانيه، حتى أصبحت تلك العادة سمة تميزه.
مقطوعة: نشين اسا
Nacin da zi rebda
War d nusi zi lyaman
War d nekki lhabaca, d ixarriqen
War d nezvwi bu waman, d' icttvihen
War d nettvif ibriden n ijdi d ifighran
War d nusi d imetlao x iourar n ireghman
Neccin d aydud n umazigh di tmezgha n Imazighen
Rejdud nnegh oemmars tahdvit war ten neteyen
Tamghart s ccan nnes, dipya ixs gha icepdn
Munem d aya yitma imazighen
Mechar i gha nesqar x min dayn x ggin ioeffanen
Amezruy nni i neqqar yeccur s ixarriqen
Amezruy n umazigh d amazigh i t gha ifarnen
هذه المقطوعة التي شغلت دنيا إيمازيغن كانت من كلمات الأستاذ علال شيلح.
وما يزيد هذه الأغنية روعة وتأثيرا في النفوس هي تلك الباقة المكونة من الوردتين «مازيليا وليديا» ابنتي علال شيلح واللتين تقاسمانه صوت هذه الأغنية بصوت بريء براءة العصافير في إنشادها لسمفونية الحرية.
أغاني علال تشمل على كل ما يتعلق بكينونة الإنسان (الهوية، الحب، التاريخ، الحياة، الطبيعة...)، وهي مرادفات ذات معنى واحد تصب كلها في اتجاه التعبير عن الوجود الإنساني.
مؤخرا، وبمناسبة تنظيم المؤتمر العالمي الأمازيغي بالناظور، أتيحت لي الفرصة للاشتغال معه في إطار التحضير للمؤتمر، حيث كان من الأوائل في الحضور إلى مقر جمعية ثانوكرا، تتبع كل كبيرة وصغيرة عن أشغال التحضير وكان باله دائما منشغلا بما يحدث.
كما أن حفل افتتاح هذا التجمع العالمي، والذي حضره جمهور من نوع خاص، كان لقاء علال هذه المرة مع جمهور إيمازيغن، الذين حضروا من كل بقاع ثامزغا، حيث أدى علال شيلح أغنيته السالفة الذكر، والتي أثرت بشكل كبير في الحضور حيث كان المشهد صاعقا.. وكانت لحظة سحرية حقا حيث اشتعل الناس تصفيقا مفتونين بجمالية وتأثير المشهد.. علال شيلح رفقة ابنتيه وأمازيغ العالم. إلا أن الموقف التاريخي الذي لن ينساه كل الأمازيغ الذين حضروا إلى المؤتمر، والذي سيسجله التاريخ على علال شيلح هو كونه أول أمازيغي ينصب علم ثامازغا ويرفعه عاليا، ومن ثم تعليقه في مؤسسة رسمية (غرفة التجارة والصناعة والخدمات بالناظور) في اليوم الأول من أشغال المؤتمر العالمي الأمازيغي، وبحضور كل أمازيغ العالم، متحديا بذلك كل الطابوهات الرسمية التي كانت سائدة لدى دول شمال إفريقيا.
هذا هو علال شيلح، الفنان المناضل العضوي، وذلك الإنسان القليل الكلام والكثير العمل. في أي شيء احتجته لن يتوانى في المساعدة ما دام الأمر يتعلق بالأمازيغية. وهناك مقولة مشهورة لدى كل من يعرف علال شيلح، ولا تفارق شفتيه وهي «نحن هنا»، كترجمة واقعية وعملية لأغنيته Nacin da zi rebda.
إن الفنان علال شيلح بات يشكل جزءً من ذاكرة وضمير جماهير إيمازيغن في أحلامها وتطلعاتها وأوجاعها. لذا فعلال شيلح استحوذ على مكانة مميزة في قلوب جماهيره، وربما كان هذا وحده هو الوسام الأهم الذي يحلم به أي فنان في حياته وبعد مماته.

## وصلات خارجية
- (فيديو): لقاء تلفزي مع الفنان علال شيلح